# Dansa baixa

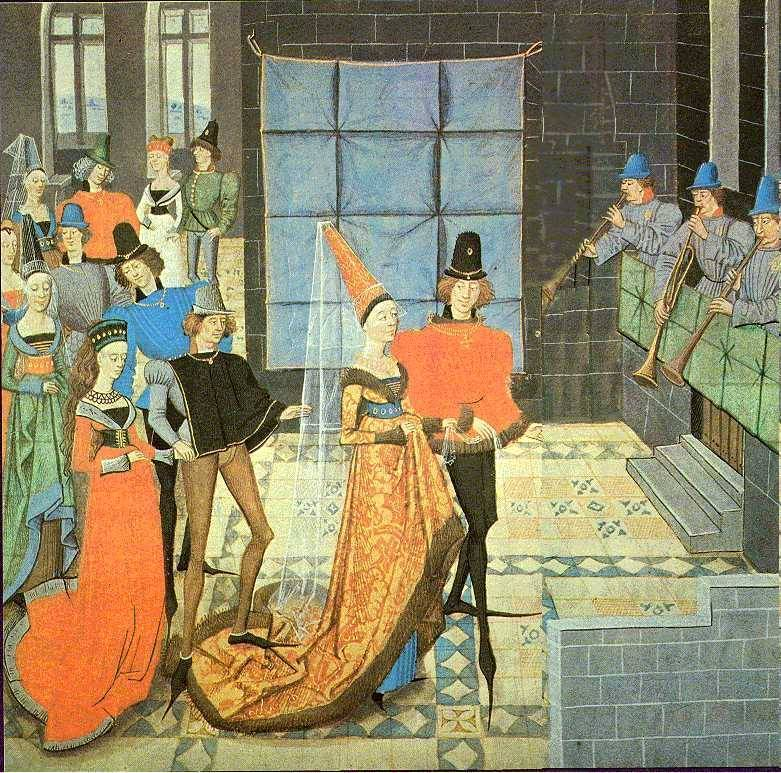
Dansa baixa cortesana

La dansa baixa (en francés: basse danse, en italià: bassadanza) fou la dansa cortesana més popular durant el s. XV i principis del XVI, especialment en la cort de Borgonya.

## Característiques musicals
Sovint era una combinació dels compassos 6/4 i 3/2, que permetien l'ús d'hemiolia. Quan es ballava, les parelles es movien tranquil·lament i amb gràcia amb un lent moviment de lliscament o caminant, alçant i baixant els cossos: d'aquests moviments en prové el nom. Més tard donà lloc al desenvolupament de la pavana.
La dansa baixa a vegades s'aparellava amb el turdió, a causa dels seus tempos contrastants, i tots dos es ballaven amb pavana–gallarda així com amb alemanda–courante, també en parelles.
El primer registre d'una dansa baixa data de la dècada de 1320, en un poema en occità de Raimon de Cornet, que assenyala que els joglars les interpretaven.
Les cançons monòdiques es basaven en un tenor o cantus firmus; l'extensió de la coreografia solia derivar de cançons populars. En l'execució, 3 o 4 instrumentistes n'improvisaven la polifonia sobre la base del tenor. En altres casos, se n'escrivien diverses parts, tot i que en aquell temps les opcions relatives a la instrumentació es deixaven als intèrprets.
La majoria de danses baises es feien en forma binària, amb cada secció repetida, com el "N.º 1: Basse danse" de Danseries de 4 parts de Pierre Attaignant, publicat al 1547.

## Coreografia

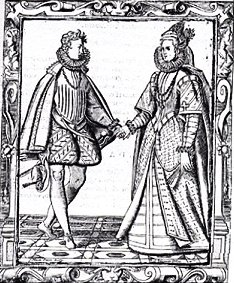
Basse danse, cort de Borgonya s. XVI

En un tractat de la Biblioteca Reial de Bèlgica de Brussel·les, la informació sobre els elements de la dansa baixa (juntament amb la coreografia d'exemples concrets) s'ha conservat fins a l'actualitat.
Les danses baixes incloïen quatre tipus de passos: pas simple, pas double, dé marxe (també conegut com a represa) i branle. També existeix la révérence, una reverència que normalment es feia abans o després de la dansa baixa.
- En un parell de passos simples, els ballarins fan dos passos (normalment a l'esquerra i després a la dreta) en el lapse d'un compàs de 6/4.
- En el pas doble, els ballarins fan tres passos en 3/2. Aquests passos aprofiten l'hemiolia de la dansa baixa.
- En el dé marxe, els ballarins fan un pas enrere i desplacen el pes cap endavant i després cap enrere en tres moviments en 3/2.
- En el branle, els ballarins fan un pas a l'esquerra, canviant el pes a l'esquerra, i després tanquen de nou en dos moviments en 6/4.
- La révérence, que apareix abans o després de la coreografia, es fa en un compàs.

## Compositors i obres
Les més famoses, potser, són les danses baixes aplegades el 1530 per Pierre Attaignant que hui romanen en Les publicacions de dansa d'Attaignant, que inclou les peces per a quatre veus que solien ser improvisades afegint-hi adorns melòdics (Attaignant rares vegades inclou l'ornamentació d'aquest tipus, tret de Pavin d'Albart, un adorn en la pavana Si je m'en vois).
Danses baixes d'aquesta col·lecció han estat revisades i gravades per diversos grups com Josef Ulsamer & Ulsamer Collegium.
| Exemple sonor Basse danse                       |
|                                                 |
| de la Suite de danses recopilada por Attaignant |
|                                                 |